# Tomasz Łukaszewicz
Tomasz Łukaszewicz (ur. 26 grudnia 1979 w Śmiglu) – polski żużlowiec.
Licencję żużlową uzyskał w 1997 roku w barwach Unii Leszno. W rozgrywkach ligowych zadebiutował w 1999 roku. W 2001 roku przeniósł się do Wandy Kraków, w 2003 roku powrócił do Leszna, a w 2004 roku przeniósł się do klubu KSM Krosno, gdzie spędził sześć lat. W sezonie 2010 powrócił do klubu z Krakowa. W tym sezonie startował również w barwach Kolejarza Rawicz, na zasadzie wypożyczenia. Startował również w ligach węgierskiej (2005) oraz włoskiej (2005–2006).
Finalista młodzieżowych drużynowych mistrzostw Polski (Piła 1999 – IV miejsce). Finalista młodzieżowych mistrzostw Polski par klubowych (Piła 2000 – V miejsce). Finalista młodzieżowych indywidualnych mistrzostw Polski (Gorzów Wielkopolski 2000 – XII miejsce). Zdobywca III miejsca w Pucharze MACEC (2008).

## Kariera klubowa
- Wanda Kraków (1997, 2001–2002, 2010)
- Unia Leszno (1999–2000, 2003)
- KSM Krosno (2004–2009)
- Kolejarz Rawicz (2010)